# Alex Velea
Alexandru Ionuț  Velea, művésznevén Alex Velea (Craiova, 1984. május 13. –) román televíziós személyiség, popénekes és zeneszerző, a Star Factory tehetségkutató műsor győztese.

## Életrajz
1984-ben született Craiovában, Romániában. Már kiskorában elkezdett érdeklődni a zene iránt. 16 éves korától klasszikus zenét tanult 4 évig.

### Zenei karrier

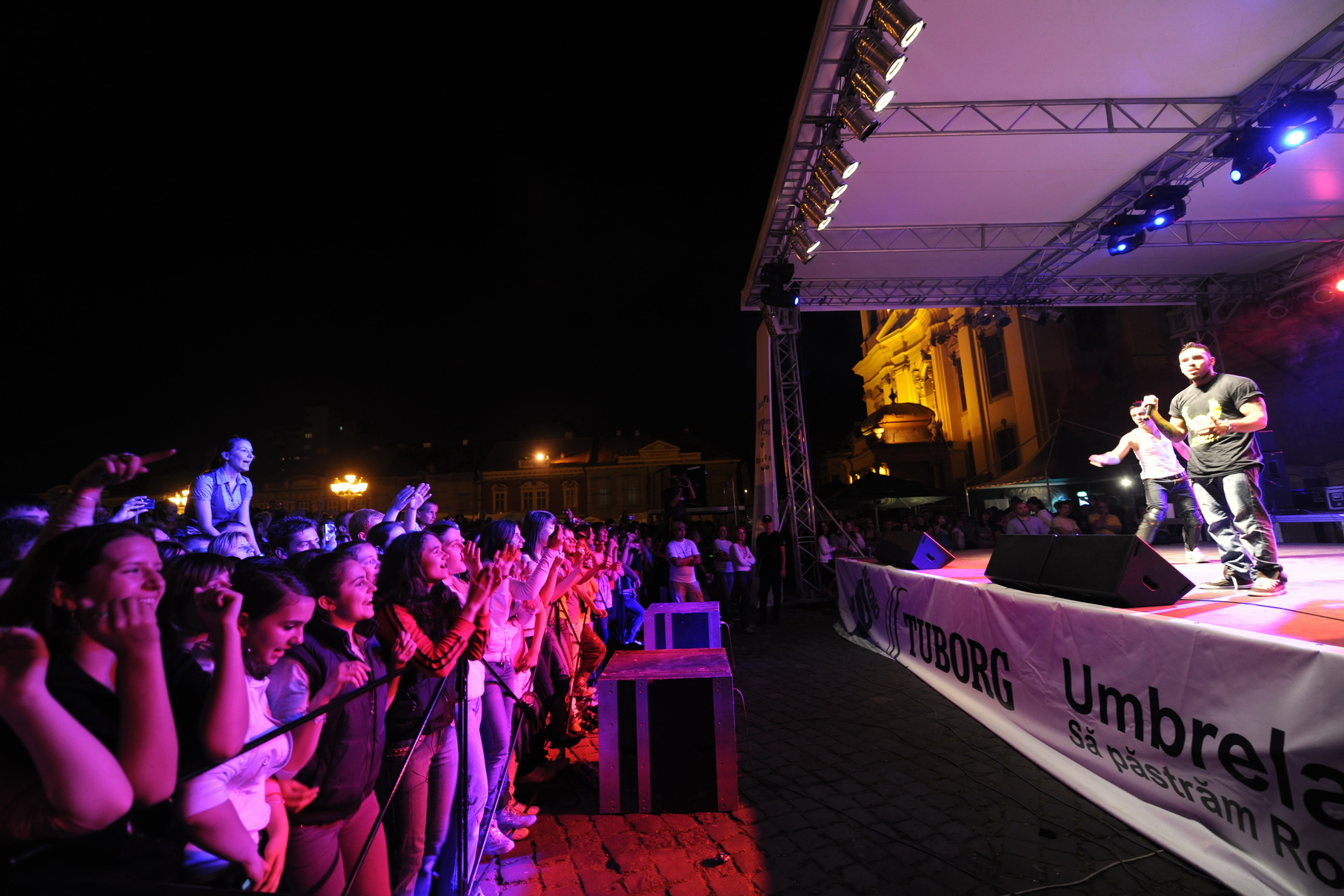
Alex Velea egy koncerten

Miután megnyerte a Star Factory tehetségkutató műsort 2003 végén és részt vett a Big brotherben, Alex együttműködött Anna Leskóval egy különleges dal kiadásában, a Pentru tine című albumban. Ezt követően együttműködött Anda Adammal a második szólóalbuma kiadásában, Confidențial címmel. A dal címe Ce ți-aș face volt, ez a dal nagy sikert ért el Romániában.
2011-ben szerepelt a "Nașa" című filmben, a "Spânu" szerepét játszotta.
2015-ben részt vett a Top chef című főzőműsorban.

## Diszkográfia
- Yamasha (2006)

## Fordítás
- Ez a szócikk részben vagy egészben  az   Alex Velea című román Wikipédia-szócikk ezen változatának fordításán alapul.  Az eredeti cikk szerkesztőit annak laptörténete sorolja fel. Ez a jelzés csupán a megfogalmazás eredetét és a szerzői jogokat jelzi, nem szolgál a cikkben szereplő információk forrásmegjelöléseként.